# Kim Seong-soo
Dans ce nom coréen, le nom de famille, Kim, précède le nom personnel.
Kim Seong-soo (Hangul: 김성수), né le 11 octobre 1891 et décédé le 18 février 1955, était un homme d'État sud-coréen. Deuxième vice-président de la Corée du Sud, de 1951 à 1952, il est également le fondateur du journal Dong-a Ilbo et de l'université de Corée.